# Lonchaea maniola
Lonchaea maniola är en tvåvingeart som beskrevs av Mcalpine 1964. Lonchaea maniola ingår i släktet Lonchaea och familjen stjärtflugor. Inga underarter finns listade i Catalogue of Life.